# Christopher Pugsley
Christopher Pugsley est un historien militaire néo-zélandais né en 1947.

## Publications
- Pugsley, C. & Holdsworth, A; Sandhurst: A Tradition of Leadership (2005: Third Millennium)  (ISBN 978-1903942390)
- Pugsley, C. Operation Cobra (Battle Zone Normandy) (2004: Sutton)  (ISBN 978-0750930154)
- Pugsley, C. From Emergency to Confrontation: The New Zealand Armed Forces in Malaya and Borneo 1949-1966 (2003: OUP Australia and New Zealand)  (ISBN 978-0195584530)
- Pugsley, C. The Anzac Experience: New Zealand, Australia and Empire in the First World War (2001: Reed New Zealand)  (ISBN 978-0790009414)
- Pugsley, C. Anzac: The New Zealanders at Gallipoli (2000: Reed New Zealand)  (ISBN 978-1869488383)
- Pugsley, C. & Moses, J. The German Empire and Britain's Pacific Dominions (2000: Regina)  (ISBN 978-1930053007)
- Pugsley, C. The Anzacs at Gallipoli: A Story for Anzac Day (1999: Reed New Zealand) ISBN

978-1869488154
- Pugsley, C. Gallipoli: the New Zealand Story (1998: Reed New Zealand)  (ISBN 978-0790005850)
- Pugsley, C. Scars on the heart: Two centuries of New Zealand at war (1996: Auckland Museum)  (ISBN 978-1869533014)
- Pugsley, C. Te Hokowhitu a Tu: the Maori Pioneer Battalion in the First World War (1995: Reed New Zealand)  (ISBN 978-0790004396)
- Pugsley, C. On the Fringe of Hell (1991: Hodder & Stoughton)  (ISBN 978-0340533215)